# Mechanisme van Antikythera

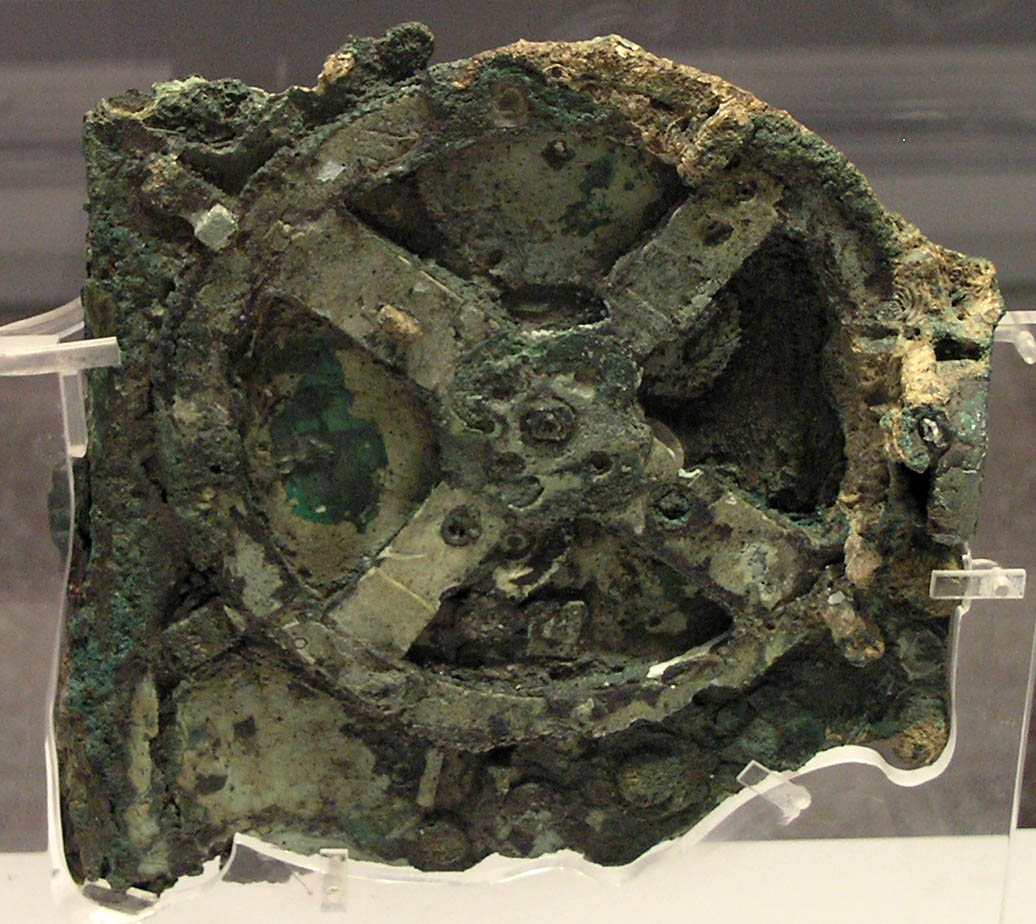
Centraal tandwiel, Nationaal Archeologisch Museum van Athene, n°15987.

Het mechanisme van Antikythera (ca. 178-80 v.Chr.) is een analoge computer die in 1901 uit een gezonken schip werd opgedoken, in de buurt van het Griekse eiland Antikythera. Het apparaat, met 29 (andere bronnen spreken van 37) door corrosie aangetaste bronzen tandwielen is te zien in het Nationaal Archeologisch Museum van Athene en bleek gebruikt te kunnen worden om ingewikkelde astronomische tijdsberekeningen mee uit te voeren, zoals het berekenen van zonsverduisteringen. In 2008 werd ontdekt dat het daarnaast ook de kalender van culturele evenementen (de Olympische Spelen en de Spelen van Naa in Dodona) kon weergeven.
Volgens de Scientific American van december 2009 worden er vier spelen genoemd:
- Isthmische Spelen (Korinthe)
- Pythische Spelen (Delphi)
- Spelen van Naa (Dodona)
- Olympische Spelen (Olympia)

## Werking

Schema van de tandwielen

Het uit de eerste of tweede eeuw voor Chr. stammende mechanisme bestaat uit verschillende lagen gegraveerde platen en tandwielen. Het mechanisme gaf informatie over de stand van de zon, de maan en vier van de toen bekende planeten. Een maanwijzer gaf de maanfasen weer, een andere wijzer gaf informatie over de opkomst en de ondergang van de voornaamste heldere sterren. Het was zo geavanceerd dat een datum ingevoerd kon worden door middel van een aantal draaischijven waarna de gewenste informatie op de wijzerplaten getoond werd. En omgekeerd, door de wijzer op een belangwekkende astronomische gebeurtenis te zetten - bijvoorbeeld een maansverduistering - kon de bijbehorende datum afgelezen worden.
De datum werd aan de voorzijde aangegeven op de Egyptische 365 dags-kalender, en op de achterkant via de cyclus van Meton.
Naar schatting bestond het mechanisme uit circa 38 individuele tandwielen, waarvan slechts een deel gevonden is (29 tandwielen zijn via röntgenonderzoek geïdentificeerd). Voor het bepalen en reconstrueren van de werking hebben onderzoekers dan ook veronderstellingen moeten maken. Zover nu bekend was het mechanisme van Antikythera gedurende meer dan 1200 jaar het ingewikkeldste navigatie-instrument dat geproduceerd is.
Sommige tandwielen waren epicyclisch, anders gezegd een tandwieltje op een tandwieltje, zodat meer complexe zaken uitgerekend konden worden zoals zonsverduisteringen en maansverduisteringen.

Latere modellen kenmerkten zich door een veel lagere complexiteit met circa acht tandwielen. Het mechanisme getuigt van een vakmanschap dat pas in de 18e eeuw weer bereikt werd.

## Onderzoek
Veel van het mechanisme is verloren geraakt. De restanten zijn in het Nationaal Archeologisch Museum van Athene te bezichtigen, maar zijn door corrosie zodanig aangetast dat het meer dan een eeuw heeft geduurd voordat het mechanisme goed doorgrond kon worden.
Het bedrijf X-Tek heeft in 2006 door middel van microfocus CT-scans een beter inzicht gekregen in het inwendige van het apparaat. In het tijdschrift Nature van 29 november 2006 werd beschreven hoe het mechanisme waarschijnlijk gewerkt heeft. Het apparaat bestaat nu uit 82 brokstukken (7 grote stukken (A - G) en 75 kleine brokken (1-75)).

## Herkomst
Het is nog onduidelijk waar het mechanisme vandaan komt, maar de Korinthische maandnamen die worden gebruikt wijzen erop dat het afkomstig is van Korinthe of zijn koloniën op Sicilië zoals Syracuse of Taurominion, of dat het voor een van deze plaatsen was bestemd. Mogelijk is het ontworpen door de sterrenkundige Posidonius (ca. 135 v.Chr. - 51 v.Chr.) die op Rhodos leefde.
Ook Hipparchus (ca. 190 v.Chr. - 120 v.Chr.) zou de maker kunnen zijn. Hij leefde eveneens op Rhodos, dat destijds een vooraanstaand centrum voor sterrenkunde was. Ook Archimedes' werk zou van invloed kunnen zijn geweest op het ontwerp van het mechanisme van Antikythera. Een verband met Syracuse zou kunnen verwijzen naar Archimedes, die volgens Cicero een planetarium gemaakt had en een boek schreef over sterrenkundige berekeningen dat later verloren is gegaan. Zo is bekend dat de Romeinse generaal Marcus Marcellus na het Beleg van Syracuse, waarbij Archimedes omkwam, een planetarium naar Rome liet overbrengen.

## IJkdatum
Vanuit de stelling dat elk meetsysteem op iets moet zijn geijkt om correct te kunnen werken, hebben astronomen gezocht naar een mogelijke ijkdatum voor het mechanisme van Antikythera. Ze kwamen uit bij 23 december 178 v.Chr. Op deze datum vond een langdurige zonsverduistering plaats, terwijl de maan in het apogeum stond. Het was tevens de dag van de zonnewende, er was een nieuwe maan en de zon ging het sterrenbeeld Steenbok binnen.

## Afbeeldingen

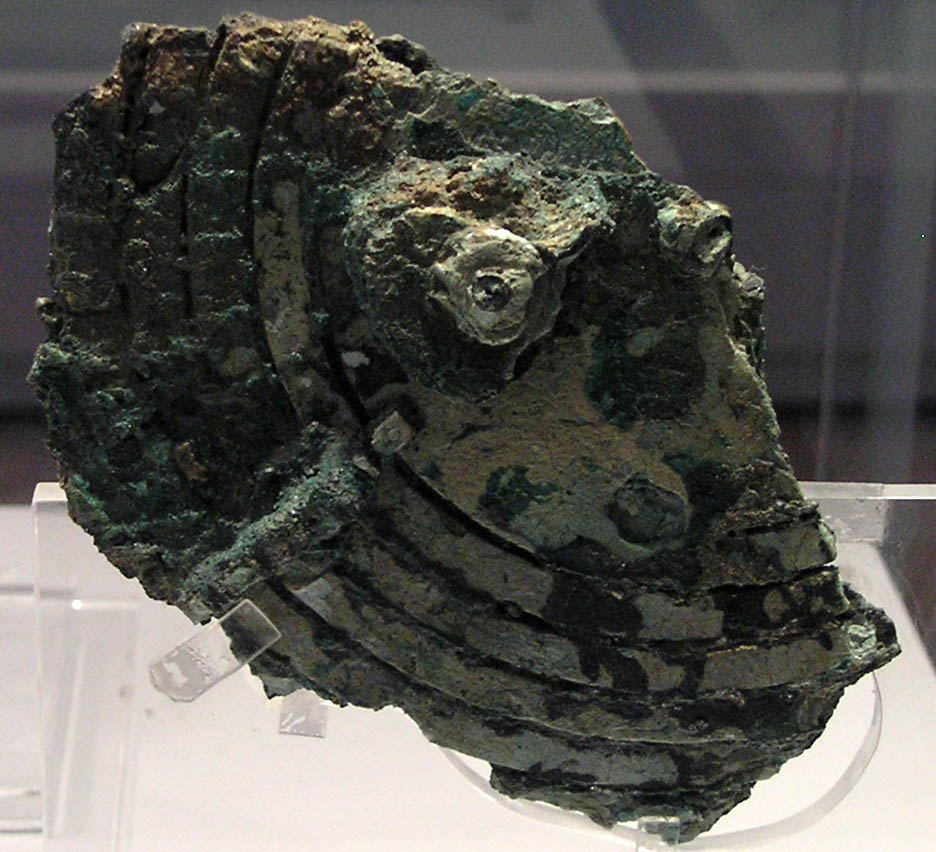
Deel van mechanisme
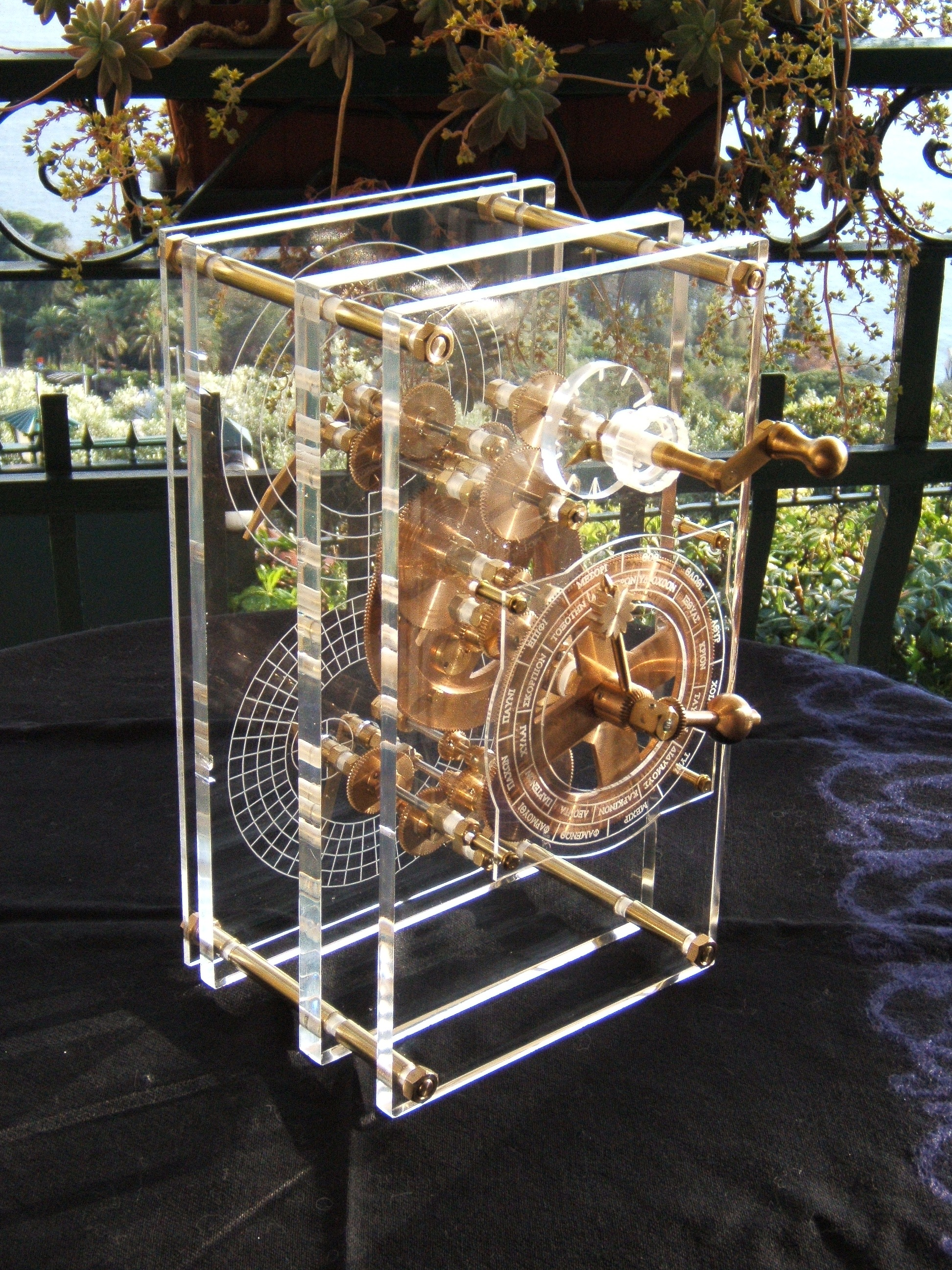
Reconstructie van het mechanisme
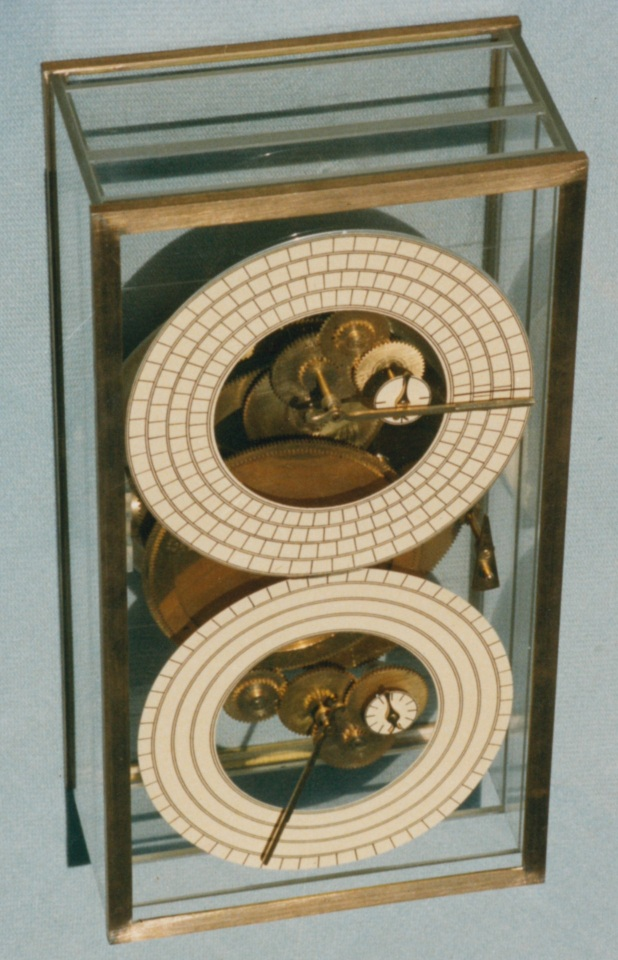
Een andere reconstructie